# Nanaco
nanaco（日语：／*/?）是日本7&I控股旗下公司Seven Card Service所提供的非接觸式電子支付服務，可透過智慧卡或擁有「錢包手機」功能的手機使用。自2007年4月23日開始發行以來，2008年5月底已發行約590萬張，2010年3月已突破1000萬張。

## 概要
採用Sony的「FeliCa」非接觸型IC卡技術。適用通路以日本7-Eleven、伊藤洋華堂等7&I控股旗下零售商為主。
在屬於「7-Eleven」及「7&I控股」的參考圖案之中，「Nana」是日文字「七」的含意，而長頸鹿的頭及頸部是在「7」的形狀。

## 使用方法
nanaco是日本充值支付卡的一种，使用Sony旗下FeliCa技术，大多是在711便利店使用，使用前必须有余额（充值金额从1000日元起步，充值4.9万日元封顶），充值后余额也可以支付日本电子单据的水费电费等各种费用。
每次消费时都会得到point点，200日元赠送1点，特殊商品有特殊point点，活动期间也有赠送点（但是缴费，买烟和苹果谷歌等充值卡不计point（然而之前苹果公司与711合作，有过一段时间的赠送point点的业务））。
nanaco的point点可以完全当钱使用（意思就是point点可以换成余额买东西或者是缴费）。
如果nanaco卡的余额不足，又暂时不想充值，在店内可以要求先用余额支付，后用现金支付。（但是这个样子使用的后果导致本次购物point点只增加余额支付的部分）。
持有nanaco卡可参加711便利店活动期间的任意活动，比如罐装小咖啡，买5送一，调理加工食品买5送一等等。
现在，nanaco卡可以绑定在部分日本本土手机上（手机必须支持“おサイフケータイ”功能，也就是Sony旗下FeliCa支付信息技术，所以注意！并不是支持NFC的手机就可以绑定手机钱包）。
711银行信用卡绑定nanaco功能，可以通过信用卡进行充值（但是需要在711ATM上操作，收银台无法通过信用卡给nanaco充值）。
711银行在2016年10月推出了新款711借记卡，不仅可以用JCB，而且还绑定着nanaco，白天取款免费，详情请查询711银行官网。
nanaco卡支持QUICPay功能（也是一种充值支付卡），nanaco充值后，用QUICPay可以在其他便利店使用充值余额（但是不支持在其他便利店充值），这项业务虽然很少人使用（日本人和711员工都很少知道），但是非常便利。但是，限定版nanaco卡并不支持QUICPay功能，因为QUICPay类似于visa等国际信用支付，它需要实名制。
2021年10月21日起，nanaco开始支持绑定Apple Pay。

## 相關項目
- 電子貨幣
- FeliCa

## 外部連結
- nanaco官方網站（日語）（页面存档备份，存于）